# Graeme Sharp
Graeme Marshall Sharp (Glasgow, 1960. október 16. –) skót válogatott labdarúgó, edző. 

## Pályafutása

### Klubcsapatban
Glasgowban született. Pályafutását 1978-ban a Dumbarton csapatában kezdte. 1980 és 1991 között Angliában az Everton játékosa volt, melynek tagjaként bajnoki címeket (1985, 1987) szerzett és megnyerte az FA-kupát (1984), illetve a KEK-et (1985). 1991 és 1997 között az Oldham Athletic együttesében játszott, 1994-től játékosedzőként. 1997 és 1998 között a Bangor City játékosedzője volt. 

### A válogatottban
1985 és 1988 között 12 alkalommal szerepelt a skót válogatottban és 1 gólt szerzett. Részt vett az 1986-os világbajnokságon, ahol az Uruguay elleni mérkőzésen a kezdőben kapott helyett, míg Dánia és az NSZK ellen nem lépett pályára.

## Sikerei, díjai
Everton
- Angol bajnok (2): 1984–85, 1986–87
- Angol kupagyőztes (1): 1983–84
- Angol szuperkupagyőztes (4): 1984, 1985, 1986, 1987
- KEK-győztes (1): 1984–85